# Mansour Bahrami
Pour les articles homonymes, voir Bahrami.
Mansour Bahrami (en persan : منصور بهرامی), né le 26 avril 1956 à Arak en Iran, est un joueur de tennis franco-iranien.
Il vit en France et possède la double nationalité française et iranienne depuis 1989. Il a joué sous les couleurs iraniennes durant sa carrière professionnelle, puis sous les couleurs françaises sur le circuit senior.
Véritable show-man, il reste plus connu pour ses facéties que pour son palmarès. Sa carrière en simple est restée relativement modeste puisque son meilleur classement à l'ATP fut une 192e place en 1988, qu'il n'a atteint aucune finale et qu'il n'a remporté qu'un match en Grand Chelem, à Roland-Garros en 1981. En revanche, il a fait une carrière honorable en double, notamment entre 1986 et 1991 : classé régulièrement dans le top 100, il a remporté deux titres (Genève en 1988 avec Tomáš Šmíd et Toulouse en 1989 avec Éric Winogradsky) et a atteint dix autres finales dont celle du tournoi de Roland-Garros en 1989 avec Éric Winogradsky.
Il reste à l'heure actuelle le meilleur joueur de tennis iranien de l'histoire. D'autre part, il est l'initiateur du Trophée des Légendes, réservé aux anciens joueurs professionnels, auquel il participe lui-même de façon régulière.

## Biographie
Son père travaillait comme jardinier à l'Imperial Country Club de Téhéran, un des clubs les plus prisés de la ville. Mansour Bahrami a commencé à jouer au tennis par ses propres moyens, souvent avec des ustensiles de cuisine. Il a tenu sa première raquette à l'âge de 13 ans, fabriquée par lui-même avec un cadre en bois et des morceaux de cordage récupérés. Il travaillait à l'époque comme ramasseur de balles pour de riches personnes et n'était pas autorisé à entrer sur un court pour jouer. Lorsque les amis du Shah de la Fédération iranienne de tennis ont vu qu'il avait du talent, il l'ont laissé jouer et autorisé à participer à des compétitions.
En 1973, il est sélectionné pour prendre part au tournoi de Wimbledon junior. C'est la première fois de sa vie qu'il découvre un court de tennis en gazon. Il est battu au premier tour sans pouvoir combattre par le futur gagnant du tournoi, Billy Martin (6-0, 6-0) parce que Mansour a été laissé pendant trois jours dans sa chambre d'hôtel sans pouvoir manger.
Il se lance sur le circuit à la fin de 1975 grâce à un mécène. La révolution iranienne éclate en 1978 et les manifestations contre la pauvreté poussent les clubs de tennis à fermer leurs portes car le sport est réservé à la classe aisée. Le tennis étant considéré comme une activité occidentale décadente qui n'avait pas intérêt à être encouragée, Bahrami a le choix entre abandonner le tennis ou quitter le pays et perdre sa nationalité. Il choisit de rester en Iran mais s'ensuivent trois années sans pouvoir jouer au tennis (de 1978 à 1980). Pour s'occuper, il passait ses journées à jouer au backgammon.
La fédération organise tout de même un tournoi de tennis à Téhéran. Bahrami le remporte et gagne pour premier prix un billet pour Athènes. Moyennant 200 $ supplémentaires, il parvient à changer son ticket pour Nice car il se dit qu'il a enfin une chance de pouvoir rejouer au tennis. Grâce à un visa délivré par l'intermédiaire d'un ami du ministre des affaires étrangères, il s'envole pour la Côte d'Azur en août 1980 avec 8000 francs en poche mais réalisant que le coût de la vie y est bien supérieur qu'en Iran, il joue au casino et perd tout son argent dès le premier jour. Après l'expiration de son visa, l'administration française lui propose de bénéficier du statut de réfugié politique ou alors de quitter le pays. Ne se considérant pas comme un réfugié, il est contraint de vivre quelques mois dans l'illégalité à Paris, dormant dans la rue, sous les ponts et évitant constamment la police. Grâce à l'aide d'un ami iranien, il parvient à décrocher un emploi à mi-temps de professeur de tennis dans un club de la région parisienne.
Il s'inscrit au tournoi de Roland-Garros en 1981, parvient à se qualifier et élimine Jean-Louis Haillet au premier tour (4-6, 7-5, 6-4, 7-6) avant de s'incliner contre l'Américain Mel Purcell (6-1, 6-3, 3-6, 6-3). Il attire ainsi l'attention des médias qui réclament un renouvellement de son visa. En 1986, il en obtient un qui lui permet de voyager et donc de rejoindre le circuit ATP à plein temps. Les directeurs des tournois lui offrent régulièrement des invitations et des garanties financières pour disputer les qualifications afin d'assurer le spectacle. Il déclare qu'il n'a jamais joué sérieusement en simple parce qu'il « faisai[t] trop de conneries ».
Autodidacte, il n'a jamais eu de coach[réf. nécessaire].
Après sa carrière, il a rejoint le senior tour en 1994 puis l'ATP Champions Tour en 1998, et participe depuis à de nombreuses exhibitions qui ont fait accroître sa popularité. En 1997, il crée le Trophée des Légendes qui se déroule au sein du stade Roland-Garros pendant la deuxième semaine des Internationaux de France de tennis, mettant aux prises des anciennes gloires du tennis.
En 2006, il a publié son autobiographie, Le Court des miracles, chez Le Cherche midi.
Marié à Frédérique depuis 1983, il a deux fils avec elle : Sam et Antoine[réf. nécessaire].

## Carrière
Il a joué un total de 78 matchs en simple sur le circuit ATP. Ses meilleurs résultats sont une demi-finale à Metz en 1986, un quart de finale à Toulouse en 1983, à Saint-Vincent en 1986 et à Nancy en 1987. Il a battu quatre joueurs du top 100 dont Alexander Volkov (45e) en 1989 et Marc Rosset (33e) en 1990, alors que Bahrami était 679e.
Par contre, sa carrière en double fut plus prolifique. En plus de son palmarès sur le circuit ATP, il a remporté les tournois Challenger de Neu-Ulm en 1986 avec Jaroslav Navrátil, Clermont-Ferrand en 1987 avec Claudio Mezzadri et Gevrey-Chambertin en 1990 avec Rodolphe Gilbert.
Lors de sa première carrière à la fin des années 1970, il a atteint le 221e rang à la mi-saison 1976. Entre 1981 et mi-1986, il a joué une vingtaine de tournois, surtout en France car ses déplacements étaient limités en raison de son passeport iranien.
Il se révèle en double lors de la saison 1986. Il atteint la finale à Bordeaux avec Ronald Agenor, remporte le tournoi Challenger de Neu-Ulm et participe à deux autres finales avec Diego Pérez à Stuttgart et à Paris avec au passage des victoires de prestige sur Casal/Sanchez (deux fois) et Forget/Noah.
Il réalise un grand coup en 1987 en se qualifiant pour la finale du Monte-Carlo associé au Danois Michael Mortensen. Ils éliminent trois têtes de série dont une nouvelle fois les favoris Forget et Noah (5-7, 7-6, 7-6), ainsi que la paire Suédoise Nyström/Wilander (7-6, 7-5). Il atteint également le 3e tour à Roland-Garros et à l'US Open avec Pérez, puis la finale à Genève.
En 1988, après un début de saison difficile, il se retrouve une nouvelle fois en finale à Genève, mais cette fois-ci il remporte le tournoi avec Tomáš Šmíd face à une paire argentine. Un mois plus tard, il est finaliste à Toulouse. L'année suivante, avec Éric Winogradsky, il atteint de manière inattendue et avec une grande facilité la finale du tournoi de Roland-Garros. Ils s'inclinent en quatre sets contre les Américains Jim Grabb et Patrick McEnroe (6-4, 2-6, 6-4, 7-6). Il conclut bien la saison avec deux nouvelles finales dont un titre à Toulouse. Il est demi-finaliste du Masters de Monte-Carlo en 1990 avec Winogradsky. Début novembre, toujours associé à ce dernier, il élimine la paire Rick Leach/Jim Pugh (n°3 et 4 mondiaux) en deux tie-break à Paris-Bercy. Il participe à ses deux dernières finales à Bordeaux cette année-là et à Copenhague en 1991.
Il met un terme à sa carrière professionnelle en 1992. Il avait déjà arrêté de jouer en simple dès 1989, jouant seulement une vingtaine de match en 1990 et 1992 sur invitation. En 1993, il participe au tournoi de Stuttgart avec Thomas Muster. Il rejoue sept autres tournois en 1994 dont celui de Toulouse avec Fabrice Santoro où il accède aux demi-finales, et cinq tournois en 1995, le dernier étant le Challenger de Prostějov. Il s'aligne encore en double mixte à Roland-Garros lors des deux saisons suivantes puis il revient brièvement sur le circuit à Stuttgart et à Bâle en 2002 (deux fois quart de finaliste) et à Estoril en 2003 avec Nuno Marques. Il joue son dernier match officiel à Roland-Garros à l'âge de 47 ans avec Tatiana Golovin (qui avait 15 ans).
Membre régulier de l'équipe iranienne de Coupe Davis, il a joué 39 matchs dont 26 en simple de 1975 à 1979 et de 1993 à 1997. Son premier match a lieu en 1974 contre Roger Taylor, il s'incline 6-0, 6-0, 6-2. Il signe sa première victoire sur l'Irlandais Sean Sorensen en 1976 (5-7, 11-9, 6-3, 2-6, 6-2) mais l'équipe s'incline 3 à 2. En 1978, il échoue en qualification contre la Pologne puis contre la Suisse en septembre (comptant pour l'année 1979) avec une défaite sur Heinz Günthardt 6-2, 3-6, 6-2, 12-14, 11-9. L'Iran quitte ensuite la compétition et ne la réintègre qu'en 1992, dans le groupe III de la zone Asiatique. Bahrami retrouve l'équipe en 1993, âgé de 41 ans. Il l'amène jusqu'en finale du groupe II à deux reprises (1994 et 1997), soit la meilleure performance de l'équipe dans l'histoire de la Coupe Davis.
Il n'a pas eu de partenaire attitré en double mais il a surtout joué avec l'Uruguayen Diego Pérez au début de sa carrière, puis avec le Français Éric Winogradsky à partir de 1989, et dans une moindre mesure avec le Danois Michael Mortensen et le Français Rodolphe Gilbert.

## Palmarès

### Titres en double messieurs
| No | Date       | Nom et lieu du tournoi          | Catégorie | Dotation  | Surface      | Partenaire       | Finalistes                          | Score    |  |
| -- | ---------- | ------------------------------- | --------- | --------- | ------------ | ---------------- | ----------------------------------- | -------- |  |
| 1  | 19-09-1988 | Geneva Open Genève              |           | 190 000 $ | Terre (ext.) | Tomáš Šmíd       | Gustavo Luza Guillermo Pérez Roldán | 6-4, 6-3 |  |
| 2  | 09-10-1989 | Grand Prix de Toulouse Toulouse |           | 225 000 $ | Dur (int.)   | Éric Winogradsky | Todd Nelson Roger Smith             | 6-2, 7-6 |  |

### Finales en double messieurs
| No | Date       | Nom et lieu du tournoi           | Catégorie           | Dotation  | Surface         | Vainqueurs                     | Partenaire             | Score               |          |
| -- | ---------- | -------------------------------- | ------------------- | --------- | --------------- | ------------------------------ | ---------------------- | ------------------- | -------- |
| 1  | 07-07-1986 | Grand Prix Passing Shot Bordeaux |                     | 125 000 $ | Terre (ext.)    | Jordi Arrese David de Miguel   | Ronald Agenor          | 7-5, 6-4            |          |
| 2  | 08-09-1986 | MercedesCup Stuttgart            |                     | 162 500 $ | Terre (ext.)    | Hans Gildemeister Andrés Gómez | Diego Pérez            | 6-4, 6-3            |          |
| 3  | 27-10-1986 | Open de Paris-Bercy Paris        | GP World Series     | 500 000 $ | Moquette (int.) | Peter Fleming John McEnroe     | Diego Pérez            | 6-3, 6-2            |          |
| 4  | 20-04-1987 | Monte-Carlo Open Monte-Carlo     | Championship Series | 415 000 $ | Terre (ext.)    | Hans Gildemeister Andrés Gómez | Michael Mortensen      | 6-2, 6-4            | Parcours |
| 5  | 14-09-1987 | Geneva Open Genève               |                     | 231 000 $ | Terre (ext.)    | Ricardo Acioly Luiz Mattar     | Diego Pérez            | 3-6, 6-4, 6-2       |          |
| 6  | 10-10-1988 | Grand Prix de Toulouse Toulouse  |                     | 240 000 $ | Dur (int.)      | Tom Nijssen Ricki Osterthun    | Guy Forget             | 6-3, 6-4            |          |
| 7  | 29-05-1989 | Roland-Garros Paris              | G. Chelem           | NC $      | Terre (ext.)    | Jim Grabb Patrick McEnroe      | Éric Winogradsky       | 6-4, 2-6, 6-4, 7-65 | Parcours |
| 8  | 11-09-1989 | Geneva Open Genève               |                     | 190 000 $ | Terre (ext.)    | Andrés Gómez Alberto Mancini   | Guillermo Pérez Roldán | 6-3, 7-5            |          |
| 9  | 10-09-1990 | Grand Prix Passing Shot Bordeaux | World Series        | 270 000 $ | Terre (ext.)    | Tomás Carbonell Libor Pimek    | Yannick Noah           | 6-3, 6-7, 6-2       |          |
| 10 | 04-03-1991 | Copenhagen Open Copenhague       | World Series        | 125 000 $ | Moquette (int.) | Mark Woodforde Todd Woodbridge | Andreï Olhovskiy       | 6-3, 6-1            |          |

## Parcours dans les tournois duGrand Chelem

### En simple
| Année | Open d'Australie | Open d'Australie | Internationaux de France | Internationaux de France | Wimbledon | Wimbledon | US Open | US Open | Open d'Australie | Open d'Australie |
| ----- | ---------------- | ---------------- | ------------------------ | ------------------------ | --------- | --------- | ------- | ------- | ---------------- | ---------------- |
| 1981  | n.o.             | n.o.             | 2e tour (1/32)           | M. Purcell               | —         | —         | —       | —       | —                | —                |
| 1984  | n.o.             | n.o.             | 1er tour (1/64)          | M. Westphal              | —         | —         | —       | —       | —                | —                |
| 1988  | —                | —                | 1er tour (1/64)          | E. Sánchez               | —         | —         | —       | —       | n.o.             | n.o.             |
| 1990  | —                | —                | 1er tour (1/64)          | T. Woodbridge            | —         | —         | —       | —       | n.o.             | n.o.             |

N.B. : à droite du résultat se trouve le nom de l'ultime adversaire.

### En double
| Année | Open d'Australie                                                                  | Open d'Australie | Internationaux de France                                                          | Internationaux de France                                                            | Wimbledon                                                                             | Wimbledon                                                                       | US Open                                                                              | US Open | Open d'Australie | Open d'Australie |
| ----- | --------------------------------------------------------------------------------- | ---------------- | --------------------------------------------------------------------------------- | ----------------------------------------------------------------------------------- | ------------------------------------------------------------------------------------- | ------------------------------------------------------------------------------- | ------------------------------------------------------------------------------------ | ------- | ---------------- | ---------------- |
| 1976  | —                                                                                 | —                | —                                                                                 | —                                                                                   | —                                                                                     | —                                                                               | 1er tour (1/32) M. Fishbach \|\| style="text-align:left;" \| P. Kronk C. Letcher     | n.o.    | n.o.             |                  |
| 1977  | 1er tour (1/16) N. Kelaidis \|\| style="text-align:left;" \| R. Tanner M. Riessen | —                | —                                                                                 | —                                                                                   | —                                                                                     | —                                                                               | —                                                                                    | —       | —                |                  |
| 1986  | n.o.                                                                              | n.o.             | —                                                                                 | —                                                                                   | —                                                                                     | —                                                                               | 1er tour (1/32) R. Agenor \|\| style="text-align:left;" \| A. Gómez S. Živojinović   | n.o.    | n.o.             |                  |
| 1987  | —                                                                                 | —                | 1/8 de finale D. Pérez \|\| style="text-align:left;" \| S. Birner J. Navrátil     | —                                                                                   | —                                                                                     | 1/8 de finale D. Pérez \|\| style="text-align:left;" \| A. Gómez S. Živojinović | n.o.                                                                                 | n.o.    |                  |                  |
| 1988  | —                                                                                 | —                | 2e tour (1/16) J. Potier \|\| style="text-align:left;" \| J. Lozano T. Witsken    | 2e tour (1/16) Mortensen \|\| style="text-align:left;" \| J. Fitzgerald A. Järryd   | 1er tour (1/32) K. Nováček \|\| style="text-align:left;" \| D. Cahill S. Youl         | n.o.                                                                            | n.o.                                                                                 |         |                  |                  |
| 1989  | —                                                                                 | —                | Finale Winogradsky                                                                | J. Grabb P. McEnroe                                                                 | —                                                                                     | —                                                                               | 1er tour (1/32) Winogradsky \|\| style="text-align:left;" \| J. Fitzgerald A. Järryd | n.o.    | n.o.             |                  |
| 1990  | —                                                                                 | —                | 1er tour (1/32) Winogradsky \|\| style="text-align:left;" \| N. Brown M. Schapers | 1er tour (1/32) Winogradsky \|\| style="text-align:left;" \| M. Petchey D. Sapsford | 2e tour (1/16) J.-P. Fleurian \|\| style="text-align:left;" \| P. Aldrich D. Visser   | n.o.                                                                            | n.o.                                                                                 |         |                  |                  |
| 1991  | —                                                                                 | —                | 1er tour (1/32) Winogradsky \|\| style="text-align:left;" \| L. Jensen L. Warder  | 1er tour (1/32) R. Gilbert \|\| style="text-align:left;" \| P. Galbraith T. Witsken | 1er tour (1/32) R. Gilbert \|\| style="text-align:left;" \| J. Siemerink van Rensburg | n.o.                                                                            | n.o.                                                                                 |         |                  |                  |

N.B. : le nom du ou de la partenaire se trouve sous le résultat ; le nom des ultimes adversaires se trouve à droite.

### En double mixte
| Année | Open d'Australie | Open d'Australie | Internationaux de France     | Internationaux de France         | Wimbledon                  | Wimbledon                 | US Open                 | US Open                    | Open d'Australie | Open d'Australie |
| ----- | ---------------- | ---------------- | ---------------------------- | -------------------------------- | -------------------------- | ------------------------- | ----------------------- | -------------------------- | ---------------- | ---------------- |
| 1985  | n.o.             | n.o.             | 2e tour (1/16) C. Suire      | Cássio Motta A. Villagrán        | -                          | -                         | -                       | -                          | -                | -                |
| 1986  | n.o.             | n.o.             | 1er tour (1/32) A. Villagrán | M. Kratzmann C. Tanvier          | -                          | -                         | -                       | -                          | n.o.             | n.o.             |
| 1987  | -                | -                | 1er tour (1/32) S. Amiach    | Desmond Tyson Louise Field       | -                          | -                         | 2e tour (1/8) C. Suire  | M. Schapers A. Henricksson | n.o.             | n.o.             |
| 1988  | -                | -                | 1er tour (1/32) E. Hakami    | Mauro Menezes Luciana Tella      | -                          | -                         | -                       | -                          | n.o.             | n.o.             |
| 1989  | -                | -                | 3e tour (1/8) E. Hakami      | Jim Grabb Robin White            | -                          | -                         | 1er tour (1/16) G. Rush | Brad Drewett J. Thompson   | n.o.             | n.o.             |
| 1990  | -                | -                | 2e tour (1/16) C. Tanvier    | Olivier Delaitre Catherine Suire | 1er tour (1/32) C. Tanvier | Van Emburgh Sandy Collins | -                       | -                          | n.o.             | n.o.             |
| 1991  | -                | -                | 2e tour (1/16) C. Tanvier    | Bret Garnett Carin Bakkum        | -                          | -                         | -                       | -                          | n.o.             | n.o.             |
| 1992  | -                | -                | 1er tour (1/32) Herreman     | T. Kronemann Amy Frazier         | -                          | -                         | -                       | -                          | n.o.             | n.o.             |
| 1993  | -                | -                | 2e tour (1/16) K. Quentrec   | A. Kratzmann N. Zvereva          | -                          | -                         | -                       | -                          | n.o.             | n.o.             |
| 1994  | -                | -                | 1er tour (1/32) K. Quentrec  | Luke Jensen Mary Pierce          | -                          | -                         | -                       | -                          | n.o.             | n.o.             |
| 1995  | -                | -                | 2e tour (1/16) A. Sánchez    | P. Galbraith Elna Reinach        | -                          | -                         | -                       | -                          | n.o.             | n.o.             |
| 1996  | -                | -                | 1er tour (1/32) S. Pitkowski | Jack Waite Nancy Feber           | -                          | -                         | -                       | -                          | n.o.             | n.o.             |
| 1997  | -                | -                | 1er tour (1/32) A. Sánchez   | Rikard Bergh Kimberly Po         | -                          | -                         | -                       | -                          | n.o.             | n.o.             |
| 2002  | -                | -                | 1er tour (1/16) N. Tauziat   | Jeff Tarango Sandrine Testud     | -                          | -                         | -                       | -                          | n.o.             | n.o.             |
| 2003  | -                | -                | 1er tour (1/16) T. Golovin   | M. Bhupathi E. Likhovtseva       | -                          | -                         | -                       | -                          | n.o.             | n.o.             |

N.B. : le nom de la partenaire se trouve sous le résultat ; le nom des ultimes adversaires se trouve à droite.